# Lina Mosquera
Lina Mosquera (Quibdó, Chocó, 12 de enero de 1989) es una modelo y presentadora colombiana, ganadora del certamen internacional de belleza Miss Continentes Unidos 2009. Lina Marcela Mosquera Ochoa, es hija de Flor Mery Ochoa y Carlos Mosquera. Lina participó en el Certamen de Belleza de este departamento donde quedó como Reina electa para representar a los Chocoanos en el Concurso Nacional de Belleza de Colombia en el año 2008 donde obtuvo el título de Virreina Nacional de la Belleza.

## Concursos de belleza

### Señorita Colombia 2008
El 17 de noviembre de 2008, Lina compitió en el concurso Señorita Colombia 2008 representado al departamento de Chocó. Lina logró un cupo dentro de las cinco finalistas, en la cual obtuvo el título de Virreina Nacional y Señorita Colombia Internacional 2008-2009.

### Miss Continentes Unidos 2009
El 29 de septiembre de 2009, Lina compitió en el concurso Miss Continentes Unidos 2009, representando a Colombia. Lina logró entrar al grupo de 6 finalistas, para luego ser coronada como ganadora, siendo ella la primera Colombiana en ganar el título de |Miss Continentes Unidos.

### Reina Hispanoamericana 2009
El 30 de octubre de 2009, Lina compitió en el concurso Reina Hispanoamericana 2009 representando a Colombia. Lina logró un cupo dentro de las 7 finalistas, para luego terminar como 6 finalista, además ganó el premio al mejor cuerpo.

### Miss International 2009
El 28 de noviembre de 2009, Lina compitió en el concurso Miss Internacional 2009 representando a Colombia, sin lograr clasificar al grupo de semifinalistas.